# Chlosyne definita anastasia
Chlosyne definita anastasia es una mariposa endémica de México, de la familia Nymphalidae, que fue descrita originalmente bajo el nombre científico Melitaea anastasia por Hemming, 1934.

## Descripción
Dorsalmente la base del color de las alas es de color café oscuro, con manchas amarillo-anaranjadas dentro de la celda discal; presenta una mancha de color anaranjado  en el zona discal y una serie de manchas anaranjadas, difuminadas hacia su centro, en la zona postdiscal interna y externa. En la zona submarginal presenta una serie de puntos anaranjados. El margen interno presenta pelos anaranjados y en el margen externo pelos blancos y negros. Dorsalmente las alas posteriores son del mismo color del fondo que las anteriores café oscuro; en la celda discal en su parte más externa presenta una mancha anaranjada. En las zona posdiscal interna presenta una serie de manchas de color anaranjado muy claro, y otra serie de manchas anaranjadas en la zona postdiscal externa. En el área submarginal presenta serie de manchas redondas y más pequeñas que las anteriores. El margen externo presenta pelos negros y blancos, al igual que en el margen interno.
Cabeza, tórax y abdomen son de color negro. En el abdomen entre cada segmento presenta pelos anaranjados muy claros. Las antenas son de color negro con escamas blancas. Ventralmente es similar a los patrones de la especie nominal o típica, sin embargo, en esta subespecie predomina el color blanco en el fondo del ala, no así en la típica que predomina el negro. El abdomen es de color blanco, con dos líneas negras  ventralmente; el tórax es negro con abundantes pelos blancos; los palpos presentan pelos anaranjados. El ápice de las antenas es de color negro. Ambos sexos son similares.

## Distribución
Habita el noroeste de México, en los estados de Chihuahua, Coahuila, Durango, Jalisco, Sonora, y Veracruz.

## Hábitat
Vive dentro de los pastizales, quizá también donde hay la presencia de encinares que se distribuyen en México. En la ciudad de Juárez, Cerro Bolas; en Durango cerca de Villa Ocampo, 3 millas al este de Mimbres, ciudad de Durango, Otinapa, Palos coronados, Tlahualillo, Villa Ocampo. Jalisco, en Acatlán de Juárez. Sonora, 4 millas al sur de Yecora, y alrededores de Yecora, etc.

## Estado de conservación
Se conoce solo para unos pocos registros, representados en colecciones nacionales, estados de la república mexicana, No se encuentra enlistada en la NOM-059. Sin embargo, la especie ha sido puesta en categoría Globalmente Vulnerable (G3G4).